# Чарльз Олстон Коллінз
Чарльз Олстон Коллінз (англ. Charles Allston Collins; 25 січня 1828, Лондон, Сполучене Королівство Великої Британії та Ірландії — 9 квітня 1873, там же) — британський художник вікторіанської епохи, письменник і ілюстратор, пов'язаний із Братством прерафаелітів.

## Біографія
Чарльз Коллінз народився в районі Хемпстед у Лондоні, в сім'ї пейзажиста і жанрового художника Вільяма Коллінза. Його старший брат Уілкі Коллінз став відомим письменником. Чарльз здобув освіту в коледжі Стоніхерст в Ланкаширі.
Зустріч з Джоном Евереттом Мілле значно вплинула на молодого художника, і в 1850 році, під впливом ідей прерафаелітів, Чарльз Коллінз створив свою картину «Тривога Беренгарії за життя свого чоловіка Річарда Левове Серце» (Berengaria's Alarm for the Safety of her Husband, Richard Coeur de Lion). Плоске моделювання, акцент на візерункові прикраси, а також на зображення вишивки були характерними особливостями прерафаелітізму.
Мілле пропонував Коллінзу стати дійсним членом Братства прерафаелітів, але Томас Вулнер та Вільям Майкл Россетті заперечували проти кандидатури Коллінза — Чарльз так ніколи і не став офіційним членом Братства.
Коллінз закохався у Марію Россетті, але отримав від неї відмову. Після цього він став більш аскетичним і поглибленим у себе. Це отримало розвиток у його відомій праці «Думки черниці», яка зображує задуману черницю, що завмерла у монастирському саду.
У кінці 1850-х роках, він відмовився від мистецтва, щоб наслідувати приклад свого брата у письменницькій кар'єрі. Його найуспішнішим літературними творами були гумористичні есе, видані у 1860 році.
У 1860 році Коллінз одружився з Кейт, донькою Чарлза Діккенса, для якого пізніше Коллінз оформив обкладинку незавершеного роману «Таємниця Едвіна Друда». Чарльз Коллінз помер в 1873 році і був похований на кладовищі Бромптон у Лондоні.

## Список картин
- «Тривога Беренгарії за життя свого чоловіка Річарда Левове Серце» (1850)
- «Думки черниці» (1851)
- «Портрет Уілки Коллінза»
- «Портрет Уільяма Беннета»
- «Травень у Реджент-парку»
- «Хороший врожай 1854 року»
- «Дитинство святої Єлизавети Угорської»